# Neptis sylvana
Neptis sylvana är en fjärilsart som beskrevs av Charles Oberthür 1906. Neptis sylvana ingår i släktet Neptis och familjen praktfjärilar. Inga underarter finns listade i Catalogue of Life.